# Merowe-Staudamm
Der Merowe-Staudamm, auch Hamdab High Dam ist eine Talsperre in Sudan. Der Staudamm liegt am Nil unterhalb des vierten Kataraktes, etwa 350 km nördlich von Khartum und 40 km stromaufwärts der Stadt Merowe.

## Stausee
Der Stausee erstreckt sich vom Damm beim Ort Hamdab bis westlich der Stadt Abu Hamad. Vor Fertigstellung wurde der Stausee auf 170 bis 200 km Länge geschätzt, mit einem Speicherraum von 12,5 Milliarden m³, einer Oberfläche von 476 km² und einer mittleren Tiefe von 26 m. Das Einzugsgebiet ist 2,87 Millionen km² groß.

## Staudamm
Der Staudamm ist insgesamt 9200 m lang, bis zu 67 m hoch und besteht aus unterschiedlichen Teilen:
1. ein 311 m langer homogener Erddamm auf der rechten Seite,
2. ein 4364 m langer Hauptdamm aus Steinschüttung mit einer Betonoberfläche (CFRD) rechts,
3. ein 154 m langer Hochwasserüberlauf und ein 370 m langes Kraftwerks-Einlaufbauwerk am rechten Kanal und bei der Marwa-Insel,
4. ein 841 m langer Steinschüttdamm mit einem Erdkern auf der linken Seite,
5. ein 1437 m langer CFRD-Damm links,
6. ein 1700 m langer Erddamm links.

## Wasserkraftwerk
Das Wasserkraftwerk am Fuß des Dammes hat mit zehn Francis-Turbinen eine Nennleistung von 1.260 MW (bezogen auf die Nennleistung der Generatoren). Jede Turbine hat bei einer Fallhöhe von 43 m einen Ausbaudurchfluss von 300 m³/s. Das Regelarbeitsvermögen wird bei einer Auslastung von 50 Prozent (d. h. 630 MW) auf jährlich 5500 GWh geschätzt. Sie wird die bisherige sudanesische Stromproduktion ungefähr verdoppeln. Die Scheinleistung der zehn baugleichen Generatoren beträgt 140 MVA, der Wirkfaktor ist 0,90, die Nennspannung ist 13,8 kV, die benötigte Nenndrehzahl ist 100/min, hieraus folgt eine Polpaarzahl p=30. Auf Grund der hohen Polpaarzahl haben die Maschinen einen hohen Durchmesser.
Zur gesamten Anlage gehört der Neubau von insgesamt rund 1000 km Strom-Übertragungsleitungen durch die Bayuda-Wüste nach Khartum und Port Sudan sowie in die benachbarten Orte Merowe und Dunqula. Mit der Stromerzeugung wurde Anfang März 2009 begonnen.

## Bewässerung
Als weiterer positiver Effekt ist geplant, neben der Stromerzeugung Wasser über etwa 400 km lange Kanäle abzuleiten und zur landwirtschaftlichen Bewässerung nutzbar zu machen. So soll ein arides Gebiet von rund 400.000 ha zu fruchtbarem Ackerland gemacht werden.

## Auftragnehmer
Als Auftragnehmer sind mehrere ausländische Firmen an dem Projekt beteiligt:
- China International Water&Electric Corp. und China National Water Resources and Hydropower Engineering Corp.: Bauarbeiten Staudamm, Hydromechanik.
- Lahmeyer International (Deutschland): Planung, Projektmanagement, Bauingenieurarbeiten.
- Alstom (Frankreich): Generatoren, Turbinen.
- WEBAC-Chemie GmbH (Deutschland): Sanierungsarbeiten.[1]
- Harbin Power Engineering Company und Jilin Province Transmission und Substation Project Company (China) unterzeichneten einen Vertrag über 460 Millionen US-Dollar zum Bau von Strom-Übertragungsleitungen.[2]

Hinweistafel an der Brücke über den Nil bei Merowe.

Geldgeber sind vier Banken aus arabischen Staaten und die China Exim Bank, die zusammen 850 Millionen US-Dollar zur Verfügung stellten. Die Gesamt-Baukosten werden auf 1,8 Milliarden Dollar geschätzt und von der China National Petroleum Corporation finanziert. Die staatliche chinesische Ölgesellschaft finanziert auch den Ausbau von Straßen in Sudan. Begleitend zum Merowe-Dammprojekt finanzierte sie mit 10 Millionen Dollar den Bau der ersten Brücke über den Nil in Sudan nördlich der Hauptstadt. Die Brücke wurde von chinesischen Unternehmen gebaut, im Januar 2008 eingeweiht und verbindet die beiden Orte Merowe und Karima. Investitionen in die Infrastruktur, seit etwa 2000 zunehmend von chinesischen Unternehmen im Zusammenhang mit der Erdölgewinnung oder mit Staudammprojekten begleitend durchgeführt, werden von der Bevölkerung als Entwicklungshilfe positiv aufgenommen und stärken den Einfluss der chinesischen Wirtschaft allgemein im Land.

## Nachteile und Proteste
Das Staudamm-Projekt ist umstritten. Vor dem steigenden Wasser des Stausees mussten bereits tausende Menschen fliehen, es wird mit 50.000 gerechnet, die aus dem fruchtbaren Niltal in die unfruchtbare Nubische Wüste umgesiedelt werden müssen (siehe z. B. Dar al-Manasir). Auch archäologische Stätten aus 5.000 Jahren werden oder wurden bereits überflutet.
Proteste gegen den Staudamm führten im April 2006 zu mindestens drei Todesopfern. Zwischen August 2006 und Januar 2009 wurde der Stausee eingestaut und 100 Familien mussten ihre Häuser aufgeben, ohne dass eine Information oder Warnung seitens der Behörden erfolgt wäre. Berichten zufolge erhielten die Betroffenen keine Unterstützung nach ihrer Vertreibung, waren zeitweise ohne Nahrung und Unterkunft und wurden teilweise dauerhaft obdachlos. Der UN-Sonderberichterstatter für das Menschenrecht auf angemessenes Wohnen rief deshalb im August 2007 zu einem Baustopp am Merowe- und Kajbar-Staudamm auf, bis eine unabhängige Untersuchung der Vorwürfe durchgeführt werde.
Anfang Oktober 2008 wurden die Schleusen des Staudamms geschlossen. Ein Teil der lokalen Bevölkerung oberhalb des Damms protestierte weiterhin und versuchte, sich in den Siedlungen gegen das steigende Nilwasser zu schützen. Bereits 30.000 Menschen sollen bisher insgesamt vertrieben worden sein. Im Juli 2008 wurde Ausländern und Journalisten der Zugang zu dem Gebiet untersagt.
Gegen Lahmeyer International wird im Mai 2010 Anzeige wegen „Herbeiführung einer Überschwemmung“ in Frankfurt am Main eingebracht.
Beim Bau des Merowe-Damms soll auch chinesischer Atommüll heimlich entsorgt worden sein. Der Leiter der sudanesischen Atomenergiebehörde bestätigte im November 2015 gegenüber dem Parlament, dass zwischen 2004 und 2009 60 Fässer Atommüll aus China in den Sudan gebracht und in der Wüste nahe Merowe vergraben worden seien. Zuvor hatten lokale Politiker und Goldschürfer über eine starke Zunahme von Krebs- und Hauterkrankungen berichtet. In einigen Berichten ist von bis zu 500 Atommüllfässern an verschiedenen Orten im Norden des Sudan die Rede.

## Inbetriebnahme
Der Staudamm hatte im Januar 2009 seinen beabsichtigten Wasserstand erreicht. Anfang Februar wurden die ersten beiden Turbinen in Betrieb genommen. Im März begann die Stromproduktion dieser beiden Turbinen. Die letzten beiden Turbinen gingen laut der sudanesischen Regierung planmäßig im April 2010 ans Netz.